# Freixo de Espada à Cinta
Freixo de Espada à Cinta (Portugiesisch für: Esche mit Schwert im Gürtel) ist eine Kleinstadt (Vila) und ein Kreis (Concelho) in Portugal mit 2199 Einwohnern (Stand 30. Juni 2011).
Es gehört zur Rede de Judiarias, einer Vereinigung von Orten mit historisch bedeutenden jüdischen Gemeinden.

## Geschichte
Eine Siedlung der Narbasi wird als Ursprung des Ortes vermutet, jedoch fehlen Belege. Während der Auseinandersetzung von König Alfons II. mit dem Königreich León kam Freixo de Espada à Cinta 1211 zu León.
König Sancho II. führte danach die Verteidigungskriege gegen die Eroberungsversuche der Nachbarn weiter, und mit Hilfe des Widerstands der Bevölkerung, die eine Belagerung durch die Truppen des späteren Königs Alfons X. durchbrach, fiel Freixo de Espada à Cinta 1236 wieder an Portugal. Sancho II. erhob den Ort 1240 dafür zur Vila (Kleinstadt), und König D.Afonso III. bestätigte 1248 das von D.Afonso Henriques vermutlich 1152 erstmals verliehene Stadtrecht (Foral).
1273 erneuerte und erweiterte Alfons III. die Stadtrechte des Ortes. 1307 erhielt der Ort zudem regionale Marktrechte von König D.Dinis. Im Ort war eine bedeutende jüdische Gemeinde ansässig, insbesondere nach der Ausweisung aller Juden aus Kastilien und Aragón 1492.
König Manuel I. erneuerte und bestätigte die Stadtrechte 1512. Im Verlauf des Restaurationskrieges stand das heutige Kreisgebiet häufig im Brennpunkt der Auseinandersetzungen, insbesondere bei den Plünderungen von Lagoaça und Fornos 1644.
Der bis dahin eigenständige Kreis von Freixo de Espada à Cinta kam 1896 an Torre de Moncorvo, um dank des Protestes seiner Bevölkerung seit 1898 wieder eigenständig zu sein.

## Der Ortsname und seine Legenden
Der Name bedeutet wörtlich Esche mit Schwert am Gürtel. Die kuriose Bezeichnung beschert dem Ort heute eine relative Bekanntheit im Land. Gelegentlich wird mit Freixo Espada Cinta auch eine leicht verkürzte, altertümlichere Schreibweise benutzt.
Verschiedene Legenden werden mit dem Namen verbunden. Als populärste Legende gilt die Geschichte des Königs D.Dinis (1261–1325). Er soll hier müde angekommen sein, sein Schwert mit Gürtel an einer Esche aufgehängt haben, und unter ihr eingeschlafen sein. Der Baum wurde fortan Esche mit Schwert am Gürtel genannt, und in der Folge ging der Name auf den Ort über. Den exakten Baum wollen einige sogar eindeutig identifiziert haben.
Eine andere Legende nennt den Ritter Feijão als Gründer des Ortes. Er soll ein Cousin des 977 gestorbenen Ritters São Rosendo gewesen sein. Der Legende nach war er mit Schwert und einem Eschenholz bewaffnet, wonach die regionale Bevölkerung den entstehenden Ort benannte.
Eine weitere Legende nennt den Hauptmann Espadacinta, der unter einer Esche ruhte, welche dergestalt den Rufnamen der entstehenden Siedlung von dem Zeitpunkt an geliefert haben soll.
Angesichts der fehlenden Funde und Belege für die tatsächlichen Ursprünge des Ortes wurden diese Legenden im Volksmund zur behelfsweisen Erklärung seiner Gründung herangezogen.

## Verwaltung

### Der Kreis
Freixo de Espada à Cinta ist Sitz eines gleichnamigen Kreises, der im Osten an Spanien grenzt. Die Nachbarkreise sind (im Uhrzeigersinn im Norden beginnend): Mogadouro, Figueira de Castelo Rodrigo, Vila Nova de Foz Côa sowie Torre de Moncorvo.
Mit der Gebietsreform im September 2013 wurden mehrere Gemeinden zu neuen Gemeinden zusammengefasst, sodass sich die Zahl der Gemeinden von zuvor sechs auf vier verringerte.
Die folgenden Gemeinden (freguesias) liegen im Kreis Freixo de Espada à Cinta:

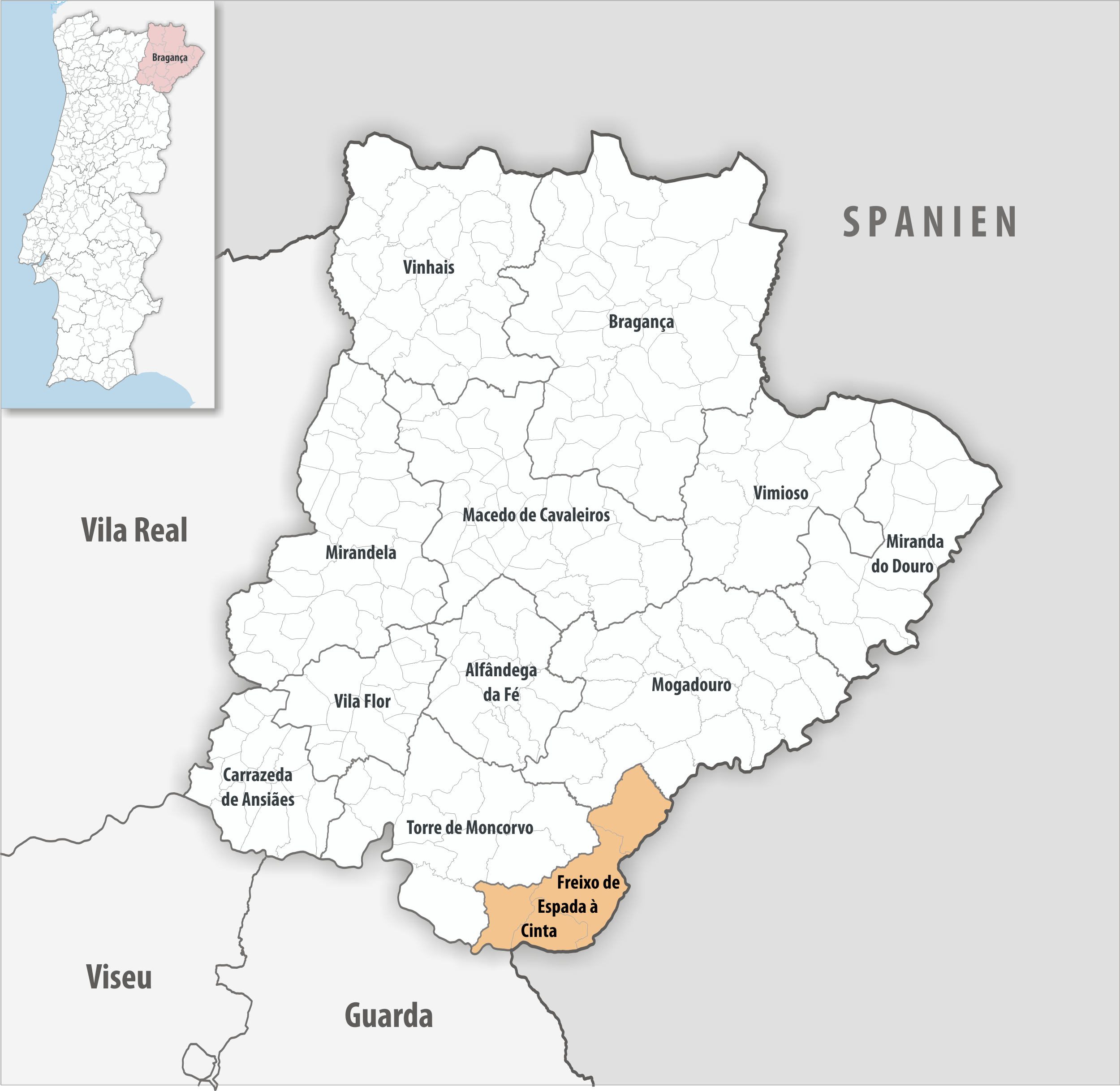
Kreis Freixo de Espada à Cinta

| Gemeinde                           | Einwohner (2021) | Fläche km² | Dichte Einw./km² | LAU- Code |
| ---------------------------------- | ---------------- | ---------- | ---------------- | --------- |
| Freixo de Espada à Cinta e Mazouco | 2.113            | 93,45      | 23               | 040407    |
| Ligares                            | 333              | 45,69      | 7                | 040404    |
| Lagoaça e Fornos                   | 443              | 64,27      | 7                | 040408    |
| Poiares                            | 327              | 40,74      | 8                | 040406    |
| Kreis Freixo de Espada à Cinta     | 3.216            | 244,15     | 13               | 0404      |

### Bevölkerungsentwicklung
| Einwohnerzahl im Kreis Freixo de Espada à Cinta (1801–2011) | Einwohnerzahl im Kreis Freixo de Espada à Cinta (1801–2011) | Einwohnerzahl im Kreis Freixo de Espada à Cinta (1801–2011) | Einwohnerzahl im Kreis Freixo de Espada à Cinta (1801–2011) | Einwohnerzahl im Kreis Freixo de Espada à Cinta (1801–2011) | Einwohnerzahl im Kreis Freixo de Espada à Cinta (1801–2011) | Einwohnerzahl im Kreis Freixo de Espada à Cinta (1801–2011) | Einwohnerzahl im Kreis Freixo de Espada à Cinta (1801–2011) | Einwohnerzahl im Kreis Freixo de Espada à Cinta (1801–2011) | Einwohnerzahl im Kreis Freixo de Espada à Cinta (1801–2011) |
| ----------------------------------------------------------- | ----------------------------------------------------------- | ----------------------------------------------------------- | ----------------------------------------------------------- | ----------------------------------------------------------- | ----------------------------------------------------------- | ----------------------------------------------------------- | ----------------------------------------------------------- | ----------------------------------------------------------- | ----------------------------------------------------------- |
| 1801                                                        | 1849                                                        | 1900                                                        | 1930                                                        | 1960                                                        | 1981                                                        | 1991                                                        | 2001                                                        | 2011                                                        |                                                             |
| 3568                                                        | 4583                                                        | 6848                                                        | 7034                                                        | 7288                                                        | 5717                                                        | 4914                                                        | 4184                                                        | 3780                                                        |                                                             |

## Söhne und Töchter der Stadt
- Jorge Álvares (16. Jh.), Seefahrer; einer der ersten Europäer in Japan
- António José Antunes Navarro (1803–1867), Bürgermeister von Porto
- Guerra Junqueiro (1850–1923), Schriftsteller, Lyriker, Politiker und Diplomat
- Manuel Carlos Quintão Meireles (1880–1962), Marinechef und Außenminister
- Manuel Maria Sarmento Rodrigues (1899–1979), Admiral und Kolonialverwalter
- Manuel Teixeira (1912–2003), Historiker und Missionar; wurde zur bekannten Persönlichkeit in Macau
- Manuel Neto Quintas (* 1949), Bischof von Faro